# Cité de l’Ill

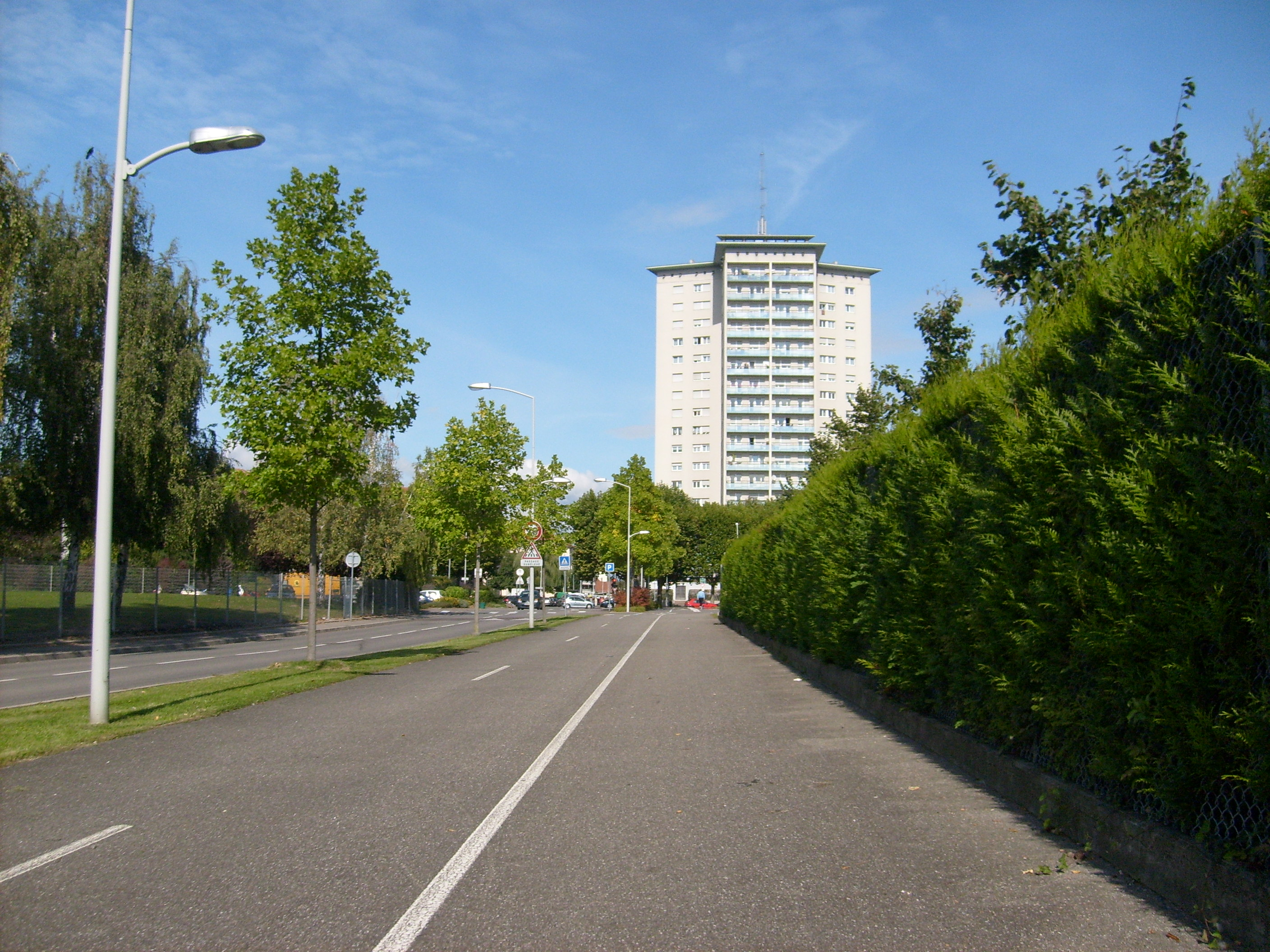
Tour Schwab

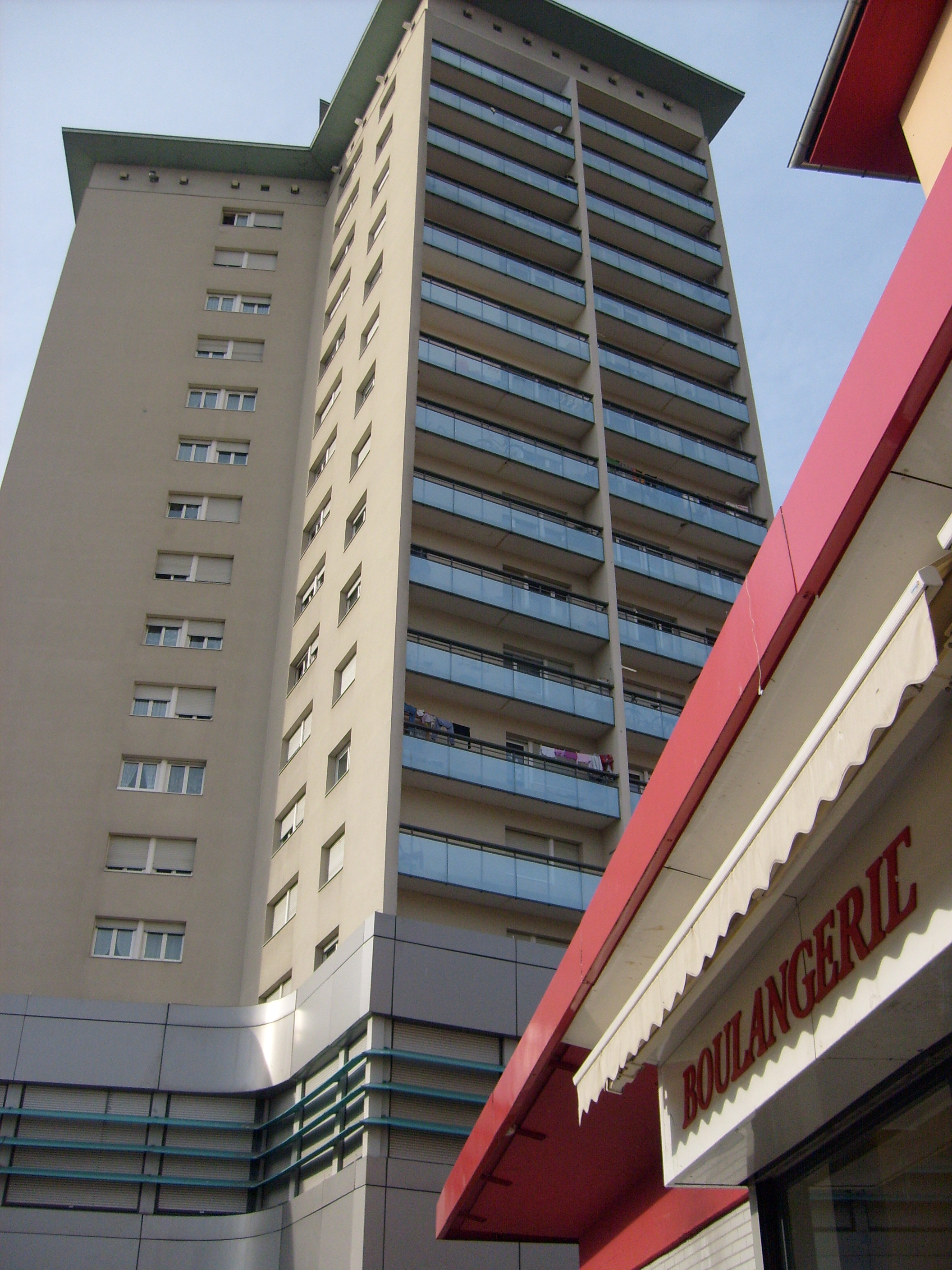
Tour Schwab

Die Cité de l’Ill ist eine Großwohnsiedlung in Straßburg im Elsass. Sie ist Teil des Viertels La Robertsau.
Die Cité de l’Ill hat etwa 6500 Einwohner. Sie liegt auf einer Höhe von 145 m über dem Meeresspiegel in einem Mäander der Ill.
Die Cité de l’Ill wurde ab 1957 durch die seitens der Stadt geleiteten Sozialwohnbaugesellschaft Habitation Moderne errichtet. In der ersten Phase bis circa 1962 wurden 46 Gebäude mit etwa 1500 Wohnungen gebaut, darunter die 17-stöckige Tour Schwab und die 12-stöckige Tour Kah. Dazu kamen einige Geschäfte, eine Grundschule, die katholische Kirche Sainte-Bernadette 1965 und die protestantische Kirche 1967.
In einer zweiten Phase wurden 1970 sechs Gebäude mit 140 Wohnungen und ein Alterswohnheim mit 49 Wohneinheiten gebaut.